# Crooked
"Crooked" (hangul: 삐딱하게; rr: Ppiddakhage) é uma canção do cantor e rapper sul-coreano G-Dragon, lançada em 5 de setembro de 2013 pela YG Entertainment, como o terceiro single de seu segundo álbum de estúdio Coup d'Etat (2013). Composta e produzida por G-Dragon juntamente com Teddy Park, "Crooked" contém letras que retratam uma pessoa atormentada por sua própria dor em oposição a sua melodia levantante. 
Comercialmente, a canção atingiu a posição de número três na parada sul-coreana Gaon Digital Chart, convertendo-se no single mais vendido de Coup d'Etat. 

## Antecedentes e composição
Em 2 de setembro de 2013, a YG Entertainment anunciou a programação de lançamentos do álbum Coup d'Etat, o que incluiu o anúncio de "Crooked" como o seu terceiro single. Descrita como uma faixa de "pop-punk sintetizada e cativante", em uma melodia relatada como tendo um espectro "neon-brilhante", "Crooked" mistura rap com canto. Sua instrumentação funde "batidas intensas com riffs de guitarra", além de apresentar uma "forte linha de baixo e um som totalmente amplificado em seu refrão". Teddy Park, que co-produziu a canção, explicou a escolha pelo gênero pop-punk de "Crooked" dizendo: "Nós sentimos que o álbum tinha muito de música trap, algumas gravações de R&B e algumas faixas de clube. Mas G-Dragon é como um roqueiro punk ao mesmo tempo. [...] Então precisávamos de uma faixa que pudesse expressar isso".
Liricamente, "Crooked" descreve uma pessoa "cheia de angústia e desespero", que exige ser deixada sozinha enquanto passa a noite "como uma pessoa de 'mente tortuosa', porque no final, estará sozinha e não precisa da simpatia de ninguém". Em entrevista à revista Complex, G-Dragon descreveu "Crooked" como uma faixa "direcionada a fazer o público ir a loucura durante as apresentações ao vivo" e acrescentou que os raps e o refrão foram produzidos para soarem extremamente atrativos "então as pessoas poderiam cantá-la e dançá-la facilmente". Uma versão em língua japonesa da canção, contendo letras de Verbal foi incluída no álbum japonês de G-Dragon, Coup d'Etat + One of a Kind & Heartbreaker lançado em novembro de 2013.

## Apresentações ao vivo
G-Dragon realizou sua primeira apresentação de "Crooked" através dos concertos finais de sua turnê One of a Kind World Tour realizados em 31 de agosto e 1 de setembro de 2013 em Seul, Coreia do Sul. Mais tarde, a primeira apresentação televisiva da canção foi realizada no talk show You Hee-yeol's Sketchbook em 6 de setembro. Dois dias depois, G-Dragon realizou a primeira apresentação de "Crooked" em um programa de música, através do Inkigayo da SBS. No programa M! Countdown da Mnet, ele apresentou-se juntamente com os trainees da YG Entertainment, iKon e Winner, que faziam parte do programa de sobrevivência Win: Who Is Next e atuaram como dançarinos de apoio à apresentação. Em 22 de novembro, G-Dragon performou "Crooked" durante a premiação Mnet Asian Music Awards, durante o mesmo, o single "Sober" (2015) de seu grupo Big Bang, foi utilizado como um prelúdio da apresentação dois anos antes de seu lançamento.

## Recepção da crítica
"Crooked" obteve uma recepção positiva da crítica especializada, Corban Goble da publicação Pitchfork, escreveu que "poderá ser apenas uma canção que você irá ouvir trinta vezes seguidas e nunca mais ouvirá novamente, mas estas trinta escutas são puramente alimentadas com serotonina e alegria". Em sua resenha de Coup d'Etat para a MTV, Alexis Stephens considerou que canções de G-Dragon como "Crooked", "exaltam a opulência de uma forma cada vez mais rara fora da Coreia". O website KpopStarz sentiu que o single "é um hino para pessoas de vinte e poucos anos, que não sabem o que estão fazendo com suas vidas". Escolhida como a Canção do Ano pela MTV Iggy, "Crooked" foi referida como "um som de grande chance a ser infinitamente tocável" de G-Dragon.

## Vídeo musical
O vídeo musical de "Crooked" foi dirigido por Han Sa-min e filmado na cidade de Londres, Inglaterra. Suas filmagens ocorreram em grande escala, exigindo um orçamento de três a quatro vezes maior, que os vídeos musicais habituais da YG Entertainment. Somente para os figurinos utilizados, G-Dragon usou um total de dezesseis diferentes tipos de roupas, incluindo camisetas homenageando as bandas punk Black Flag e Sex Pistols. A produção é centrada em G-Dragon percorrendo as ruas de Londres enquanto causa brigas e destruição em clubes. Marc Hogan escrevendo para a revista Spin, comentou que o vídeo musical de "Crooked", "não é menos deslumbrante visualmente" que os outros vídeos musicais do álbum. Ele comentou ainda que o mesmo é apresentado em um "ritmo acelerado", onde a produção brinca com a "iconografia do punk da primeira geração".
Lançado em 4 de setembro de 2013, o vídeo musical de "Crooked", atingiu a marca de mais de cem milhões de visualizações na plataforma de vídeos Youtube, em 23 de janeiro de 2017, tornando-o primeiro vídeo de G-Dragon a alcançar tal feito.

## Desempenho nas paradas musicais
Na Coreia do Sul, "Crooked" estreou com apenas três dias na semana vigente de 1 a 7 de setembro de 2013 da parada da Gaon, atingindo a posição de número sete na Gaon Digital Chart e Gaon Download Chart, obtendo vendas de 160,893 mil downloads digitais pagos e de número 42 na Gaon Streaming Chart com mais de novecentas mil transmissões. Na semana seguinte, posicionou-se em seu pico de número três na Gaon Digital Chart, de número dois na Gaon Download Chart com vendas de 162,815 mil downloads digitais pagos e de número sete na Gaon Streaming Chart com mais de 2,6 milhões de transmissões, onde permaneceu nesta última, em número sete por duas semanas consecutivas. Nos Estados Unidos, posicionou-se em número cinco na Billboard World Digital Songs.

### Posições
| Paradas (2013)                                 | Melhor posição |
| ---------------------------------------------- | -------------- |
| Coreia do Sul (Gaon Weekly Digital Chart)      | 3              |
| Coreia do Sul (Gaon Weekly Download Chart)     | 2              |
| Coreia do Sul (Gaon Weekly Streaming Chart)    | 7              |
| Coreia do Sul (Billboard K-pop Hot 100)        | 2              |
| Estados Unidos (Billboard World Digital Songs) | 5              |

### Vendas
| País          | Parada                     | Vendas    |
| ------------- | -------------------------- | --------- |
| Coreia do Sul | Gaon Download Chart (2013) | 1,106,269 |
| China         | Kugou                      | 910,600   |

## Prêmios e indicações
| Ano  | Premiação                      | Categoria                                    | Resultado | Ref.          |
| ---- | ------------------------------ | -------------------------------------------- | --------- | ------------- |
| 2013 | Mnet Asian Music Awards        | Melhor Performance de Dança - Solo Masculino | Venceu    | [ 31 ]        |
| 2013 | Mnet Asian Music Awards        | Canção do Ano                                | Indicado  | [ 31 ]        |
| 2014 | MTV Iggy                       | Canção do Ano de 2013                        | Venceu    | [ 32 ]        |
| 2014 | Golden Disc Awards             | Bonsang Digital                              | Indicado  | [ 33 ]        |
| 2014 | Golden Disc Awards             | Prêmio de Popularidade                       | Indicado  | [ 33 ]        |
| 2014 | Korean Music Awards            | Melhor Canção Dance/ Eletrônica              | Indicado  | [ 34 ] [ 35 ] |
| 2014 | World Music Awards             | Melhor Vídeo do Mundo                        | Indicado  | [ 36 ]        |
| 2014 | Singapore Entertainment Awards | Vídeo Musical Mais Popular de K-pop          | Indicado  | [ 37 ]        |

### Vitórias em programas de música
"Crooked" venceu um total de quatro vezes em programas de música sul-coreanos, o single competiu com outras canções de G-Dragon do mesmo álbum, como "Black", "Who You?" e "Coup d'Etat". Todas estas canções venceram pelo menos uma vez, o que fez com que G-Dragon conquistasse o feito de ser o primeiro artista a vencer diversos programas de música, com quatro canções diferentes de um único álbum.
| Data                   | Programa     | Emissora |
| ---------------------- | ------------ | -------- |
| 22 de setembro de 2013 | Inkigayo     | SBS      |
| 29 de setembro de 2013 | Inkigayo     | SBS      |
| 26 de setembro de 2013 | M! Countdown | Mnet     |
| 27 de setembro de 2013 | Music Bank   | KBS      |